# Vlaamse Televisie Academie
De Vlaamse Televisie Academie is een onafhankelijke organisatie die innovatief en creatief talent samenbrengt en stimuleert in het Vlaamse medialandschap. De Academie reikt jaarlijks een aantal prijzen uit binnen de Vlaamse televisiesector.
Begin maart 2006 werd door een kransje van bekende televisiemakers de vzw Vlaamse Televisie Academie boven de doopvont gehouden in het Flageygebouw. Op 27 juni 2006 werd dit initiatief officieel aan pers en publiek kenbaar gemaakt in de ambtswoning van de toenmalige Limburgse gouverneur Steve Stevaert.
De Stichtende leden waren:
- Paula Sémer
- Goedele Liekens
- Ben Crabbé
- Paul Jambers
- Mark Uytterhoeven
- Erik Van Looy
- Jan Van Rompaey
- Guido Depraetere
- Chris Cockmartin
- Mike Verdrengh

Nieuwe leden in 2010:
- Gert Verhulst
- Luc Appermont
- Lynn Wesenbeek
- Bruno Wyndaele
- Birgit Van Mol

De voorzitter was tot eind 2011 Mike Verdrengh. Daarna nam Luc Appermont de voorzittersrol over. Hij werd op zijn beurt opgevolgd door Chris Cockmartin.
Door het overlijden van Guido Depraetere in 2006 en het vertrek uit de Academie van eerst Luc Appermont en Gert Verhulst en enkele maanden later Bruno Wyndaele, Luk Alloo, Tim Van Aelst, Nathalie Basteyns en Paul Jambers bestond de raad van bestuur sinds april 2017 uit:
- Paula Sémer
- Goedele Liekens
- Ben Crabbé
- Mark Uytterhoeven
- Erik Van Looy
- Jan Van Rompaey
- Chris Cockmartin
- Mike Verdrengh
- Lynn Wesenbeek
- Birgit Van Mol
- Didier Van Laere

Iedereen die professioneel actief is in televisie binnen het Vlaamse medialandschap kan lid worden van de "Vlaamse Televisie Academie". Algemeen directeur van de Academie was van 2007 tot 2010 Jeroen Depraetere, nadien aan de slag als directielid van de European Broadcasting Union.

## Vlaamse Televisie Sterren
De Vlaamse Televisie Academie kende eerst en vooral prijzen toe aan opmerkelijke tv-figuren, makers en tv-programma’s van het voorbije televisiejaar. Deze prijzen heten de Vlaamse Televisie Sterren. Voor de geloofwaardigheid van het hele opzet is het onontbeerlijk dat de organisatie gestuurd wordt vanuit de televisiesector zelf, dit om de onafhankelijkheid en objectiviteit van de uitreiking te garanderen.
Op 30 maart 2008 vond de eerste uitreiking van de Vlaamse Televisie sterren plaats in de Grenslandhallen in Hasselt. Het was de eerste keer in de geschiedenis van de Vlaamse televisie dat alle grote televisiezenders hiervoor hun medewerking verleenden. Sindsdien werden de Vlaamse Televisie Sterren een jaarlijkse traditie.